# Уилям Алфред Фаулър
Уилям Алфред Фаулър (на английски: William A. Fowler) е американски физик, носител на Нобелова награда за физика за 1983 г.

## Биография
Роден е на 9 август 1911 г. в Питсбърг, Пенсилвания. Получава бакалавърска степен от Университета на Охайо, след което защитава докторска дисертация по ядрена физика в Калифорнийския технологичен институт.
Статията му „За синтеза на химични елементи в звездите", в съавторство с Маргарет Бърбидж, Джефри Бърбидж и Фред Хойл, публикувана през 1957 г., обяснява химичния състав на звездите, в частност изобилието на леки елементи, като следствие от термоядрения синтез, изходното вещество, в който е почти само водородът. За това Фаулър получава и Нобеловата награда, която споделя с Чандрасекар.
Умира на 14 март 1995 г. в Пасадена, Калифорния.